# 加古川刑務所
加古川刑務所（かこがわけいむしょ）は、法務省矯正局の大阪矯正管区に属する刑務所。
全国の拘置所・刑務所で被収容者の使用するふとんの生地、工場着は、この刑務所の10工場にて一括生産されている。課長相当職以上の幹部職員は、所長を含め18人である。

## 所在地
- 〒675-0061 兵庫県加古川市加古川町大野1530

## 処遇指標
- I指標（禁錮受刑者）
- A指標（26歳以上の犯罪傾向が進んでいない実刑期10年未満の男子懲役受刑者）
- YA指標（26歳未満の犯罪傾向が進んでいない実刑期10年未満の男子懲役受刑者）
- 女子収容区（女区）はW指標（女子収容施設）

## 最大収容定員
- 1,281人（一般区961人、交通区120人、女区200人）

## 沿革
- 1948年5月 - 日本陸軍神野弾薬庫の跡地に、大阪刑務所加古川建築場として発足。
- 1949年6月 - 加古川刑務所として独立。
- 1977年7月 - 交通区が完成。
- 2012年3月 - 女子収容区（女区）が完成。
- 2016年3月1日 - 給食の民間委託開始[1]。

## 不祥事
2022年5月、26歳の男性刑務官による暴行事件が発生した。当該刑務官は工場の副担任にあたり、男性受刑者に対し口を開くよう指示し、消毒用アルコールを口内に噴射させる暴行を行なったとされる。2023年12月25日には被害を受けた元男性受刑者が会見を開き「死ね」などの暴言や裁縫道具を用いた身体への傷害被害を受けたことを証言した。2023年12月8日、この男性刑務官は特別公務員暴行陵虐容疑で神戸地検姫路支部に書類送検された。

## 組織
所長の下に2部1課を持つ2部制施設である。
- 総務部（庶務課、会計課、用度課）
- 処遇部（第一処遇担当、第二処遇担当、企画担当）
- 医務課

## 外観・設備

### 女子収容区（女区）
女子受刑者の増加に伴い、全国的に女子刑務所が定員超過となったことから、敷地内の南西側に女子収容区（女区）を新設し、2012年3月から受刑者の本格的な収容を開始した。男子の収容区画とは、壁で完全に隔離されている。また、女区の職員はほとんど女性である。

## 著名な受刑者
- 廣田雅晴（元京都府警察巡査部長） - 1978年（昭和53年）7月、当時配属されていた西陣警察署の拳銃保管庫から同僚の拳銃（実包5発入り）を盗み、バイクで通りかかった男性に発砲したり、郵便局に強盗目的で押し入ったりなどの事件を起こした[6]（逮捕後の同月24日付で懲戒免職処分）[7]。強盗傷人などの罪に問われ[6]、1981年（昭和56年）2月19日に大阪高裁で懲役7年の実刑判決を言い渡され[8]、加古川刑務所に服役した。しかし、服役中も京都府警に対する逆恨みの念を周囲に漏らしており[9]、仮出所してから5日後の1984年（昭和59年）9月4日に京都・大阪連続強盗殺人事件（警察庁広域重要指定115号事件）を起こし[10]、1998年（平成10年）に死刑判決が確定している[11]。
- 旅田卓宗（元和歌山市長） - 和歌山市の旅館を買い取る際に所有者である建設会社社長から現金300万円を受け取った収賄容疑で2003年（平成15年）1月に逮捕・起訴され、後に同市の料亭を迎賓館として借りる契約を結んだ際に若女将らに賃料などの名目で計約4900万円を支払い市に損害を与えたとして背任容疑で再逮捕・起訴された。2005年11月に和歌山地裁から懲役4年、追徴金300万円の実刑判決が言い渡され、大阪高裁への控訴を経て2010年2月22日に最高裁の上告棄却により実刑判決が確定した[12]。同年3月30日に収監され、5月28日に加古川刑務所に移送された。2013年2月23日の出所後は和歌山市内でカラオケ喫茶店を経営している[13]。

## アクセス
- JR西日本 加古川線 日岡駅から南東へ約800 m（徒歩約15分）
- 加古川バイパス 加古川ランプから東へ約1.5 km